# Бистрий потік (притока Мутнянки)
Бистрий потік (словац. Bystrý potok) — річка в Словаччині, ліва притока Мутнянки, протікає в окрузі Наместово.
Довжина приблизно 8.0-8.5 км. Витік знаходиться в масиві Оравські Бескиди (геоморфологічна підодиниця Пілско; схил гори Пілско) — на висоті близько 1530 метрів. Протікає територією села Мутне.
Впадає в Мутнянку на висоті приблизно 810—815 метрів.